# 斯基特卡
49°12′56″N 29°9′11″E / 49.21556°N 29.15306°E
斯基特卡（烏克蘭語：Скитка），是烏克蘭的村落，位於該國西南部文尼察州，由文尼察區負責管轄，處於波甘卡河畔，始建於1890年，面積2.18平方公里，海拔高度250米，2001年人口578。